# Joakim Fagervall
Joakim Åke Stefan Fagervall, född 11 januari 1969 i Kiruna, är en svensk ishockeytränare.
Fagervall tränade Malmö Redhawks fram till 2022-01-17 
Han blev uppsagd som tränare för Björklöven 11 november 2008, av dåvarande sportchefen Mikael Andersson som själv övertog tränarsysslan. 23 november 2009 var Fagervall tillbaka som huvudtränare för Björklöven. Han ersatte då Kari Eloranta som i stället blev assisterande tränare. 
I oktober 2010 ersatte han Alexander Beliavski som huvudtränare för Molot-Prikamie Perm i ryska VHL. Han blev då den första svensk som ensam varit huvudtränare för ett ryskt lag. Han slutade dock redan vid årsskiftet 2010-2011 och återvände hem till Sverige. Där började han träna Tingsryds AIF fram till 2012. Sen tränade han Västerås Hockey i Hockeyallsvenskan 2012-2014.
Den 9 april 2014, efter två säsonger som huvudtränare för Västerås Hockey, undertecknade Fagervall ett tvåårskontrakt som huvudtränare för Luleå Hockey.
24 januari 2017 stod det klart att Fagervall återigen skulle ta över ansvaret som huvudtränare för IF Björklöven.
Han är kusin till vinnaren av Idol 2006, Markus Fagervall.

## Tränaruppdrag
- Bodens IK 1999-2000
- IK Oskarshamn 2001-2004
- Växjö Lakers 2004-2006
- IF Björklöven 2006-2008, 2009-2010
- Molot-Prikamie Perm 2010
- Tingsryds AIF 2011-2012
- Västerås Hockey 2012-2013
- Luleå Hockey 2014-2016
- IF Björklöven 2017-2019
- Malmö Redhawks 2020-2022
- Djurgårdens IF 2022-2022
- Bodens HF 2023-